# Phrynichos (Komödiendichter)
Phrynichos (altgriechisch Φρύνιχος Phrýnichos) war ein Dichter der alten attischen Komödie aus Athen.
Phrynichos soll sein Debüt als Komödiendichter wie Eupolis im Jahr 429 v. Chr. gegeben haben. In den Siegerlisten der Dionysien steht er drei Plätze hinter Aristophanes und zwei hinter Eupolis. Bei den Lenäen gewann er zweimal den ersten Preis. Bei den Dionysien wurde er 414 v. Chr. Dritter mit seinem Stück „Der Einsiedler“ (Μονότροπος Monótropos), 405 v. Chr. wurde er mit „Die Musen“ (Μοῦσαι Moúsai) Zweiter bei den Lenäen. Von seinen Werken sind heute noch zehn namentlich bekannt, von denen jedoch nur noch sehr wenige Fragmente zu rekonstruieren sind. In seinem Stück „Konnos“ (Κόννος Kónnos) war wohl der Musiklehrer des Sokrates die Hauptperson, Titelheld des „Einsiedlers“ war eine Figur, die an die des „Dyskolos“ des Menander erinnerte. In den „Musen“ fand wohl ein Dichterwettstreit statt, der an Aristophanes’ „Die Frösche“ erinnerte und in dem wohl Sophokles und Euripides gegeneinander antraten. Zudem stellte er mehrfach stadtbekannte Athener in seinen Stücken in satirischer Form dar, so Peisandros, Exekestides, Meton, Nikias und Syrakosios.

## Ausgaben
- Rudolf Kassel, Colin Austin (Hrsg.): Poetae Comici Graeci. Band 7, De Gruyter, Berlin 1989, ISBN 3-11-012035-6, S. 393–430.